# Ziemioryjka hotentocka
Ziemioryjka hotentocka (Cryptomys hottentotus) – gatunek gryzoni z rodziny kretoszczurowatych (Bathyergidae), obejmujący pięć podgatunków szeroko rozpowszechnione w Afryce Południowej: w Lesotho, Malawi, Mozambiku, RPA, Suazi, Tanzanii, Zambii, Zimbabwe.

## Historia odkrycia i badań
W 1826 roku René Primevère Lesson, który w latach 1822-25 był aptekarzem załogi statku La Coquille odbywającego rejs dookoła świata, opublikował pracę Voyage autour du monde entrepris par ordre du Gouvernement sur la corvette La Coquille. Opisał w niej – jako pierwszy – nowy gatunek południowoafrykańskiego gryzonia, którego zaliczył do rodzaju Bathyergus i nadał  u nazwę Bathyergus hottentotus, a także wskazał typową lokalizację – okolice Paarl (Kraj Przylądkowy). Rok później, te same zwierzęta opisał niemiecki zoolog A. Brants nadając im nazwę Bathyergus caecutiens ze wskazaniem typowej lokalizacji w zachodniej części przylądka Dobrej Nadziei, a w 1829 opisał je także (jako Bathyergus ludwigii) szkocki zoolog Andrew Smith. W 1864 brytyjski zoolog John Edward Gray zaproponował ustanowienie kladu Cryptomys jako podrodzaju rodzaju Georychus, wskazał na potrzebę rewizji podziału systematycznego afrykańskich kretoszczurów klasyfikowanych dotychczas w rodzaju Bathyergus. Nazwy rodzajowe Bathyergus i Cryptomys były stosowane zamiennie, a ówczesne rozumienie definicji rodzaju było znacznie mniej rygorystyczne od obecnie obowiązującego. Z tego powodu wczesne opisy gatunku określały zwierzęta jako B. hottentotus, B. caecutiens lub B. ludwigii, zaś później już jako różne gatunki Georychus lub Cryptomys.

### Etymologia
- Cryptomys: gr. κρυπτος kruptos „ukryty”; μυς mus, μυος muos „mysz”[35].
- hottentotus: Hotentoci, dawne określenie nadane Khoikhoi, koczowniczemu ludowi pasterskiemu z Namibii i Południowej Afryki[36].
- mahali: nazwy Moğale lub Mùxálí oznaczające w tswana „odważną osobę”[37].
- natalensis: Port Natal (obecnie Durban], Afryka Południowa[38].
- nimrodi: etymologia niejasna, de Winton nie wyjaśnił etymologii epitetu gatunkowego[6]; być od biblijnego Nimroda, legendarny myśliwego[39].
- pretoriae: Pretoria, Gauteng, Afryka Południowa[40].

## Systematyka
Do gatunku ziemioryjka hotentocka zaliczano siedem podgatunków (C. h. amatus, C. h. bocagei, C. h. damarensis, C. h. darlingi, C. h. hottentatus, C. h. natalensis, C. h. whytei), lecz pięć z nich zostało ostatecznie uznanych za odrębne gatunki. Taksonomia C. hottentotus uległa zmianie w oparciu o ostatnie badania filogenetyki molekularnej i chromosomowej. W rezultacie dawne podgatunki amatus i whytei są obecnie uznawane za odrębne gatunki z rodzaju Fukomys. Pozostałe podgatunki mogą reprezentować odrębne gatunki, ale potrzebne są dalsze badania. Obecnie klad obejmuje pięć podgatunków.
Kopalne ślady występowania gatunku w pliocenie odkrywano w Afryce Południowej.

## Morfologia
Ziemioryjka hotentocka jest zaliczana do małych lub średnich gryzoni. Długość ciała (bez ogona) samic 100–164 mm, samców 105–185 mm, długość ogona samic 10–25 mm, samców 8–27 mm; masa ciała samic 98–153 g (średnio 119 g), samców 112–145 g (średnio 134 g). Sierść jest gruba, wełnista, w części grzbietowej wybarwiona na kolor cynamonowy, czerwono-szary lub zbliżony do barwy gliny, a na części brzusznej jasny. Podeszwy łap mają barwę różową, ale u okazów muzealnych ich kolor jest przyciemniony, lub jasnobrązowy. Ogon pokryty jest sierścią o wybarwieniu podobnym do reszty ciała. Sierść młodych osobników jest wyraźnie ciemniejsza niż u dorosłych. Samice mają trzy pary sutek – 2 piersiowe i 1 pachwinową.
Zęby ziemioryjki hotentockiej są białe, rosną przez całe życie zwierzęcia. Mocne górne siekacze (o długości 45–66 mm) znacznie wystają. Na wolności podlegają ścieraniu podczas jedzenia oraz kopania tuneli. Podczas budowy tuneli kretoszczur kruszy ziemię przed sobą za pomocą siekaczy, zaś kończyny służą głównie do usuwania skruszonej gleby.

### Genetyka
U podgatunku hottentotus kariotyp tworzy 27 par (2n=54) chromosomów; FN=106; natomiast u podgatunku natalensis kariotyp tworzy 27 par (2n=54) chromosomów; FN=104.

## Tryb życia
Ziemioryjka hotentocka jest zwierzęciem socjalnym. Wiedzie podziemne życie w rodzinnej kolonii liczącej od 5-14 (lub 4-18) osobników, w której tylko jedna para największych osobników ma przywilej rozrodu. Okres godowy nie jest związany z konkretną porą roku. Po ciąży trwającej 55-66 dni samica z dominującej pary rodzi od 1 do 6 młodych w miocie. W ciągu roku możliwe są dwa mioty. Po narodzinach ciała małych kretoszczurów osiągają 2-2,5 cm długości, przy masie ciała ok. 7,9 g. Młode zaczynają opuszczać gniazdo już w 5 dni po narodzinach, a stały pokarm przyjmują już w 10 dniu życia. Pod opieką samicy pozostają przez pierwsze 4 tygodnie. Orientacyjny czas życia wynosi 3 lata.
Do drążenia podziemnych tuneli ziemioryjka hotentocka używa silnie wykształconych siekaczy, a spulchnioną glebę przesuwa za siebie za pomocą przednich łap. Niewiele wiadomo o trybie życia tych zwierząt. Funkcjonują głównie pod ziemią, jednak najprawdopodobniej wychodzą w nocy ponad powierzchnię ziemi, o czym świadczy obecność szczątków ziemioryjek hotentockich w gniazdach płomykówki zwyczajnej.

### Cykl dobowy
Kolonie ziemioryjki hotentockkiej nie wykazują jednolitego rytmu dobowej aktywności. Naukowcy wskazali na brak związku aktywności życiowej zwierząt z cyklami światła i ciemności w ciągu doby.

## Rozmieszczenie geograficzne
Ziemioryjka hotentocka jest szeroko rozpowszechniona w Afryce Południowej w: Lesotho, Malawi, Mozambiku, Południowa Afryka, Suazi, Tanzanii, Zambii, Zimbabwe.
Zasięg występowania w zależności od podgatunku:
- C. hottentotus hottentotus – zachodnia i południowa Południowa Afryka (Prowincja Przylądkowa Północna, Prowincja Przylądkowa Zachodnia, Prowincja Przylądkowa Wschodnia i Wolne Państwo).
- C. hottentotus mahali – południowo-zachodnia Południowa Afryka.
- C. hottentotus natalensis – południowy Mozambik i wschodnia Południowa Afryka (Mpumalanga i KwaZulu-Natal).
- C. hottentotus nimrodi – południowe Zimbabwe, skrajnie wschodnia Botswana i skrajna północna Południowa Afryka (północne Limpopo).
- C. hottentotus pretoriae – północna Południowa Afryka (południowe Limpopo, wschodnia Prowincja Północno-Zachodnia, Gauteng i Mpumalanga).

## Ekologia
Ziemioryjka hotentocka jest roślinożercą. Żywi się korzeniami bulwiastymi, bulwami (np. z rodzaju Moraea),, kłączami i cebulkami, lub innymi nadziemnymi częściami roślin. 25–41% diety badanych zwierząt stanowiły  kosaćcowate geofity z rodzaju Romulea. C. hottentotus są uznawane za szkodniki upraw. Do roślin które chętnie zjadają należą także agapant afrykański, dalie, ziemniak, cebula i Iris spuria.
Ziemioryjka hotentocka pada ofiarą wielu wrogów. Pod ziemią poluje na niego kobra przylądkowa, która wdziera się do tuneli. Węże Pseudaspis cana z rodziny połozowatych mieszkają przeważnie w opuszczonych norach zwierząt i polują na nie. Szczątki odkryto w gniazdach płomykówki zwyczajnej oraz w brzuchu Aspidelaps scutatus – jadowitego węża z rodziny zdradnicowatych, który został schwytany w pułapce zastawionej w norze C. hottentotus. Czaszki odkrywano w gniazdach czapli siwej. Podczas analizy zawartości żołądka szakala czaprakowego i lisa kapskiego także odnajdywano szczątki C. hottentotus.
Na C. hottentotus pasożytuje Eulinognathus hilli – gatunek wszy z rodziny Polyplacidae, płazińce Inermicapsifer madagascariensis, roztocza Haemolaelaps capensis, Haemolaelaps natalensis i Myonyssoides capensis, kleszcze Ixodes alluaudi, a także pchły Cryptopsylla ingrami, Xenopsylla pirei i Procaviopsylla creusae.

### Siedlisko
Ziemioryjka hotentocka zasiedla tereny o zróżnicowanym podłożu: od piaszczystych iłów, przez łupki po obszary kamieniste. Spotykany jest jednak także w pobliżu siedzib człowieka, gdzie zasiedla trawniki, pola golfowe i ogrody.